# Конфискация имущества (мера уголовно-правового характера)
Конфискация имущества — мера уголовно-правового характера, заключающаяся в принудительном безвозмездном изъятии и обращении в собственность государства всего или части имущества, являющегося собственностью лица, совершившего преступление. В различных правовых системах конфискация может включаться в систему видов уголовного наказания или рассматриваться как иная мера уголовно-правового характера. Конфискацию необходимо отличать от принудительного взыскания ущерба, причинённого преступлением, путём обращения его на имущество осуждённого. В этом случае имущество изымается в пользу конкретного лица или на погашение конкретного ущерба, при конфискации же обращается в доход государства.

## История
Конфискация является одним из самых древних наказаний, известных уголовному праву. Конфискация широко применялась в Древнем Риме периода империи и в средневековой Европе. Изменение отношения к конфискации связано с эпохой буржуазных революций, в период которой представление о неприкосновенности частной собственности было возведено в ранг основных правовых принципов. Так, во Франции конфискация как уголовное наказание была отменена в 1790 году (после чего была восстановлена Наполеоном и вновь отменена в 1814 году), в Пруссии — в 1850 году.

## Виды конфискации
Можно выделить два основных вида конфискации: общую и специальную. Общая конфискация предусматривает изъятие всего имущества осуждённого, специальная — лишь определённых его видов. Как правило, в перечень видов имущества, подлежащих специальной конфискации, включается:
- орудия и средства, иные предметы, использовавшиеся для подготовки и осуществления преступного деяния;
- денежные средства, иное имущество, полученные в результате совершения преступления;
- предметы, изъятые из свободного оборота (оружие, наркотические средства и т. п.).

В Белоруссии, Болгарии, Кот д’Ивуаре, Кубе, Лаосе, Мадагаскаре, Монголии и Судане уголовному праву известна как общая, так и специальная конфискация. Однако обычно законодательство предусматривает лишь один из этих видов конфискации.

### Общая конфискация
В большинстве государств мира общая конфискация имущества не предусмотрена законодательством. В ряде стран запрет на её применение содержится в конституции (Азербайджан, Аргентина, Барбадос, Бахрейн, Бельгия, Греция, Кипр, Колумбия, Коста-Рика, Ливан, Малайзия, Мальдивская Республика, Мексика, Никарагуа, ОАЭ, Парагвай, Румыния, Сирия, Турция, Чили и др.). В Грузии применение общей конфискации признано Конституционным Судом не соответствующим Конституции из-за нарушения принципа обязательного равноценного возмещения при отчуждении собственности.
Лишь в небольшом числе стран общая конфискация сохраняется в уголовном законодательстве как дополнительное наказание (Белоруссия, Болгария, Вьетнам, Дания, КНР, КНДР, Конго, Кот д’Ивуар, Куба, Лаос, Латвия, Мавритания, Мадагаскар, Монголия, Судан, Таджикистан, Того, Украина, Франция, Эфиопия). В Киргизии и Узбекистане её отменили в 2001 году, в Казахстане в 2016 году, а в России — в 2003 году.
Во многих странах, где общая конфискация сохраняется, её применение часто является ограниченным, так как эта мера оказывает крайне существенное влияние на условия жизни не только осуждённого, но и его семьи. Так, во Франции она может применяться только за преступления против человечества, а также незаконные производство, ввоз и вывоз наркотиков. В Армении при сохранении общей конфискации в законодательстве, размер конфискуемого имущества ограничен размером доходов и стоимостью иного имущества, которые получены в результате совершения преступления. В Белоруссии и Таджикистане она может назначаться лишь за тяжкие и особо тяжкие преступления, совершённые из корыстных побуждений, в случаях, предусмотренных особенной частью УК. Лишь за корыстные преступления может быть назначена конфискация в Казахстане. В Мавритании, Мадагаскаре и Судане предусмотрено применение конфискации в исключительных случаях. Так, на Мадагаскаре она применяется по преступлениям против государства, совершённым в военное время, а также в отношении лиц, скрывающихся от ответственности за преступления в других государствах. В Судане конфискация предусмотрена только за преступления против конституционного строя, суверенитета и территориальной целостности государства.
Кроме того, обычно в законодательстве предусматривается также перечень имущества, не подлежащего конфискации. В него входит имущество, необходимое для жизни осуждённому или лицам, находящимся у него на иждивении: единственное жильё, земельный участок, мебель, одежда, детские товары и т. д.
Иногда предпринимаются попытки ввести в уголовное законодательство схожие с конфискацией институты. В 1992 году в Германии в законодательство было введено «имущественное наказание» (нем. Vermögensstrafe), которое назначалось одновременно с лишением свободы и имело форму взыскания денежной суммы, размер которой мог соответствовать общей стоимости имущества, имевшегося у осуждённого. Данная мера была заимствована в Парагвае (1998) и Эстонии (2001), однако в Германии её применение было признано противоречащим конституции и она была исключена из законодательства в 2002 году.

### Специальная конфискация
Специальная конфискация предусмотрена законодательством большей части государств мира (бывших югославских республик, Австрии, Азербайджана, Албании, Алжира, Аргентины, Бахрейна, Белоруссии, Бельгии, Болгарии, Боливии, Вануату, Венгрии, Венесуэлы, Гаити, Германии, Гондураса, Греции, Грузии, Дании, Замбии, Исландии, Испании, Кении, Киргизии, Коста-Рики, Литвы, Мальты, Марокко, Мексики, Молдовы, Нигерии, Нидерландов, Никарагуа, Норвегии, ОАЭ, Панамы, Парагвая, Перу, Польши, Португалии, Республики Корея, РФ, Румынии, Сальвадора, Сан-Марино, США, Туниса, Турции, Фиджи, Финляндии, Франции, Чили, Швеции, Швейцарии, Эквадора, Эстонии. В ряде стран (страны СНГ) она рассматривается как уголовно-процессуальный институт.
Выделяют два основных вида специальной конфискации: конфискация имущества и иных доходов, полученных в результате совершения преступления, и конфискация орудий и средств преступления. В ряде стран эти разновидности специальной конфискации чётко различаются, образуя самостоятельные уголовно-правовые меры (Австрия, Англия, Федерация Боснии и Герцеговины, Германия, Парагвай, США, Швейцария и др.). Как и в случае с общей конфискацией, она не касается сумм ущерба, подлежащих возмещению потерпевшему от преступления.
Специальная конфискация обычно рассматривается не как наказание, а как иная мера уголовно-правового характера (Австрия, Германия, Исландия, Испания, Литва, Марокко, Молдова, Парагвай, Румыния, Хорватия и др.). Законодательство Федерации Боснии и Герцеговины, Республики Сербской, Македонии и Хорватии рассматривает конфискацию орудий преступления как меру безопасности, а конфискацию преступных доходов — как самостоятельный институт, не входящий в число мер безопасности. В Испании, Мальте, Перу, Сальвадоре специальная конфискация — признаётся «дополнительным последствием» наказания. В то же время, в Азербайджане, Албании, Туркменистане, Филиппинах, Франции, Японии специальная конфискация рассматривается как вид дополнительного наказания, а во Франции она может выступать и основным наказанием.
Как правило, применение специальной конфискации возможно независимо от её наличия в санкциях статей особенной части. Это характерно и для стран, где она выступает институтом уголовно-процессуального права.
Интересной особенностью специальной конфискации выступает возможность её применения к лицам, которые не являются субъектами преступления, а получили доходы от преступной деятельности иным образом (например, выступили правопреемниками преступников). По УК Австрии, обогащение в результате совершения другим лицом преступного деяния, запрещенного под угрозой наказания, или за счет имущественной выгоды, полученной при совершении данного деяния, является правонарушением, наказуемым выплатой денежной суммы в размере такого обогащения. Похожим образом данный вопрос решён в законодательстве Федерации Боснии и Герцеговины, Венгрии, Германии, Дании, Литвы, Норвегии. Кроме того, специальная конфискация может применяться и к лицам, освобождённым от иных форм реализации уголовной ответственности.
Специальная конфискация может осуществляться не только за счёт имущества и доходов, которые непосредственно получены от совершения преступления, но и за счёт того имущества, в которое незаконные доходы были преобразованы. Это даёт возможность осуществить взыскание, даже если предмет преступления спрятан, израсходован или отсутствует. Такая возможность предусмотрена в законодательстве Австрии, Германии, Литвы, Македонии, Нидерландов, Польши, Франции, Эстонии и др.
В ряде стран (Австрия, Германия, Швейцария и др.) присутствуют ограничения, препятствующие использованию специальной конфискации, если она поставит осуждённое лицо в тяжёлое финансовое положение или будет иметь для него иные неблагоприятные имущественные последствия. Такие изъятия обусловлены соображениями гуманизма.

## Конфискация имущества в России

### История
Конфискация предусматривалась ещё такими древними памятниками русского права, как Русская Правда и Соборное Уложение 1649 года. В Своде Законов 1832 года и Уложении о наказаниях 1845 года она предусматривается как мера наказания за политические преступления. Однако с принятием редакции Уложения о наказаниях 1885 года конфискация как вид наказания уходит из российского права.
Вновь институт конфискации был восстановлен после революции 1917 года и с тех пор включался во все принимаемые уголовные кодексы РСФСР. Он был включён и в первоначальную редакцию УК РФ, однако в 2003 году конфискация как вид наказания была исключена из уголовного законодательства.
Полное исключение конфискации из перечня наказаний и иных мер уголовно-правового характера стало предметом широкого обсуждения в научной среде. При этом значительное число авторов высказалось в негативном ключе, считая отмену конфискации необдуманным и вредным решением, негативно влияющим на состояние и тенденции преступности.
21 марта 2006 года для России вступила в силу Конвенция ООН против коррупции, согласно ч. 1 ст. 31 которой государства-участники должны принять «в максимальной степени, возможной в рамках его внутренней правовой системы, такие меры, которые могут потребоваться для обеспечения возможности конфискации: а) доходов от преступлений, признанных таковыми в соответствии с настоящей Конвенцией, или имущества, стоимость которого соответствует стоимости таких доходов; b) имущества, оборудования и других средств, использовавшихся или предназначенных для использования при совершении преступлений, признанных таковыми в соответствии с настоящей Конвенцией». Кроме того, положения о конфискации имущества содержались также в иных международных документах: ст. 12 Конвенции ООН против транснациональной организованной преступности 2000 года; ст. 8 Международной конвенции о борьбе с финансированием терроризма от 9 декабря 1999 года; ст. 1, 13-16 Конвенции Совета Европы об отмывании, выявлении, изъятии и конфискации доходов от преступной деятельности 1990 года и др.
В 2006 году конфискация вновь была введена в УК РФ, однако уже не как вид наказания, а как иная мера уголовно-правового характера. Это было сделано Федеральным законом от 27.07.2006 № 153-ФЗ «О внесении изменений в отдельные законодательные акты Российской Федерации в связи с принятием Федерального закона „О ратификации конвенции совета Европы о предупреждении терроризма“ и Федерального закона „О противодействии терроризму“», поскольку положения указанной конвенции требовали введения конфискации имущества, используемого или предназначенного для финансирования терроризма. Однако законодатель не ограничился этим, и включил в законодательство и иные формы специальной конфискации.

### Конфискация в действующем уголовном законодательстве
Конфискация регламентируется главой 151 УК РФ, входящей в раздел VI «Иные меры уголовно-правового характера».
Конфискация предполагает принудительное безвозмездное изъятие и обращение в собственность государства имущества осуждённого на основании обвинительного приговора суда. Конфискация имеет сходство с наказанием в том, что она представляет собой меру государственного принуждения, назначаемую по приговору суда, что дало некоторым учёным основания утверждать, что по сути дела конфискация как иная мера уголовно-правового характера ничем не отличается от конфискации как наказания. В то же время, конфискация в действующем законодательстве направлена в основном на то имущество, которым виновный владеет незаконно, выступая дополнительным способом разрешения уголовно-правового конфликта; кроме того, её назначение является факультативным, зависит от усмотрения суда.
Цели конфискации во многом схожи с целями наказания: конфискация также направлена на восстановление социальной справедливости, имеет общепредупредительную и частнопревентивную направленность, способствует исправлению лица. Однако конфискация имеет и чётко выраженную цель восстановления нарушенных правоотношений, поскольку за счёт имущества, подлежащего конфискации, возможно возмещение ущерба потерпевшему.
Конфисковано может быть следующее имущество:
- деньги, ценности и иное имущество, полученные в результате совершения преступлений, перечисленных в п. «а» ч. 1 ст. 1041 УК РФ, или являющиеся предметом незаконного перемещения через таможенную границу Таможенного союза в рамках ЕврАзЭС либо через Государственную границу Российской Федерации с государствами — членами Таможенного союза в рамках ЕврАзЭС (оружие, наркотические средства и иные подобные предметы), и любые доходы от этого имущества, за исключением имущества и доходов от него, подлежащих возвращению законному владельцу;
- деньги, ценности и иное имущество, полученное в результате совершения хотя бы одного из преступлений, предусмотренных статьями, указанными в п. «а» ч. 1 ст. 1041 УК РФ, и доходы от этого имущества были частично или полностью превращены или преобразованы;
- деньги, ценности и иное имущество, используемые или предназначенные для финансирования терроризма, экстремизма, организованной группы, незаконного вооруженного формирования, преступного сообщества (преступной организации);
- орудия, оборудование или иные средства совершения преступления, принадлежащие обвиняемому.

Перечень преступлений, в связи с которыми возможна конфискация, достаточно ограничен. Он содержит такие деяния, как убийство и причинение тяжкого вреда здоровью с отягчающими обстоятельствами, похищение человека с отягчающими обстоятельствами, торговля людьми, использование рабского труда, некоторые преступления против избирательных прав граждан, нарушение авторских, смежных, изобретательских и патентных прав, некоторые преступления против семьи и несовершеннолетних, фальшивомонетничество и некоторые другие экономические преступления, коррупционные преступления, преступления террористического характера, деяния, связанные с оборотом оружия, наркотиков, порнографических материалов и предметов, проституцией, некоторые преступления против основ конституционного строя и безопасности государства, против правосудия, мира и безопасности человечества. В то же время, в него не включены «традиционные» корыстные преступления, такие как хищения и вымогательство, большинство экономических преступлений. Ввиду этого многие учёные указывают на необходимость расширения данного перечня.
Если имущество, полученное в результате совершения преступления, и (или) доходы от этого имущества были приобщены к имуществу, приобретенному законным путём, конфискации подлежит та часть этого имущества, которая соответствует стоимости приобщенных имущества и доходов от него. Если полученное в результате совершения преступления имущество или доходы от него были переданы другому лицу или организации, они подлежат конфискации, если лицо, принявшее имущество, знало или должно было знать, что оно получено в результате преступных действий.
Если конфискация определенного предмета, входящего в подлежащее конфискации имущество, на момент принятия судом решения о конфискации невозможна вследствие его использования, продажи или по иной причине, суд выносит решение о конфискации денежной суммы, которая соответствует стоимости данного предмета. Если же при данных обстоятельствах у осуждённого отсутствуют денежные средства, либо их недостаточно, суд выносит решение о конфискации иного имущества, стоимость которого соответствует стоимости предмета, подлежащего конфискации, либо сопоставима со стоимостью этого предмета, за исключением имущества, на которое в соответствии с ГПК РФ не может быть обращено взыскание.
При решении вопроса о конфискации имущества сперва должен быть решен вопрос о возмещении вреда, причиненного законному владельцу. При отсутствии у виновного иного имущества, на которое может быть обращено взыскание, кроме полученного в результате совершения преступления и доходов от него, из его стоимости возмещается вред, причиненный законному владельцу, а оставшаяся часть обращается в доход государства.